# Szkoła Podstawowa nr 13 im. Stanisława Staszica w Raciborzu
Szkoła Podstawowa nr 13 im. Stanisława Staszica – szkoła podstawowa znajdująca się na terenie Raciborza, została założona 1 września 1962 roku.

## Historia
Szkoła Podstawowa nr 13 rozpoczęła swoją działalność 1 września 1962 roku, a jej pierwszym dyrektorem został Józef Kozik. W 1972 roku w uznaniu osiągnięć dydaktyczno-wychowawczych przyznano szkole imię Stanisława Staszica. Od 1996 roku dyrektorem szkoły jest Bogusława Małek. 17 grudnia 2009 szkoła podpisała dekret o współpracy z czeską Zakladni Skola z Ostrawy. W dniach 26–29 maja 2010 roku w szkole gościła dyrektor Szkoły Podstawowej St Peter's Church w Wrexham, Helen Pritchard. Wizyta ta związana była z nawiązaniem współpracy miasta i szkół z partnerskim Wrexham. 25 czerwca 2010 roku odbyło się w placówce Wojewódzkie Zakończenie Roku Szkolnego 2009/2010, na którym pojawili się wicewojewoda śląski Adam Matusiewicz, śląski kurator oświaty Stanisław Faber, prezydent Raciborza Mirosław Lenk oraz radna sejmiku śląskiego Ewa Lewandowska.

### Dyrektorzy
- od 1 września 1962 do 1967 – Józef Kozik
- od 1967 do 1970 – Józef Sznajder
- od 1970 do 1971 – Stanisław Czuj
- od 1971 do kwietnia 1974 – Alfred Nowak
- od kwietnia 1974 do sierpnia 1974 – Andrzej Jabrzyk
- od sierpnia 1974 do 1996 – Edward Szot
- od 1996 – Bogusława Małek

## Infrastruktura
W budynku Szkoły Podstawowej nr 13 znajduje się 19 sal lekcyjnych, pracownia komputerowa z dostępem do Internetu, świetlica, biblioteka, sala do zajęć wyrównawczo-korekcyjnych, kuchnia i stołówka, gabinet psychologa i pielęgniarki oraz świetlica terapeutyczna. Ponadto placówka dysponuje salą gimnastyczną oraz salą do gimnastyki korekcyjnej. W 2018 odbyła się modernizacja boiska.

## Dydaktyka
Placówka posiada własny sztandar. Aktualnie do Szkoły Podstawowej nr 13 uczęszcza 310 uczniów, którzy uczą się w 12 oddziałach: 6 oddziałów stanowią klasy I–III i 6 oddziałów klasy IV–VI. Szkoła prowadzi również nauczanie w czterech oddziałach znajdujących się przy szpitalu. Są to 2 oddziały klas I–III i 2 oddziały klas IV–VI. Placówka zatrudnia 59 pracowników pedagogicznych: 46 nauczycieli dyplomowanych, 6 nauczycieli mianowanych i 4 nauczyciela kontraktowego.
W placówce działa Teatr Trzynastka.

## Absolwenci
- Marek Migalski – polski politolog, wykładowca, komentator polityczny, poseł do Parlamentu Europejskiego[9].